# Cratere Bors
Bors è un cratere sulla superficie di Mimas.